# JAGAJAGA天国
『UMKスーパーサタデー JAGA2天国』（ユーエムケースーパーサタデー ジャガジャガてんごく／通称：JAGA天）は、1995年10月7日から2012年3月31日までテレビ宮崎で毎週土曜 12時00分 - 12時55分に生放送されていた宮崎県のローカルワイド番組。全841回。

## 概要
UMKは『さんさんサタデー』の放送開始以来、30年以上にわたって土曜12時台にローカル番組を放送している。2005年6月11日には放送500回を突破し、同年10月には放送10周年を迎えた。2007年10月よりハイビジョン制作になり、セットもリニューアルした。2011年4月にタイトルロゴを「ジャガジャガ天国」（通称：ジャガ天）に変更。出演者とスタジオセットを入れ替え、大幅にリニューアルした。
番組は2012年3月31日放送分をもって終了し、16年半に及ぶ放送に幕を閉じた。最終回は「笑ってサヨナラ！ジャガ天最終回スペッシャル」として90分の拡大版で放送された。

## 番組の特色
この番組は、司会者たちもリポーターとして加わり、県内の様々なロケに出向くのが特徴。彼らリポーター陣、そして取材を受けた県民の人たちが起こすハプニングにより、様々なNG場面・名場面・珍場面を残している。
FNN・FNSの『がんばった大賞』、NNNの『ニュースの女王決定戦』、ANNの『おもしろニュースグランプリ』などで紹介されるテレビ宮崎のNG集のほとんどがこの番組からのものである。

## 出演者

### 司会者
- 佐々木六華（UMKアナウンサー） - 2代目男性司会でリポーターも兼任。
- 興梠裕子（当時UMKアナウンサー） - 5代目女性司会でリポーターも兼任。

### リポーター
- 柳田哲志（UMKアナウンサー） - 下記の放送中の事故によりリハビリ中であったが、現在は障害が残りつつも仕事に復帰している。
- s@ko（当時JOY FMのDJ） - 2004年10月から出演。その後、2015年12月から筋萎縮性側索硬化症の為、療養生活を送りながら活動していたが2019年5月4日の夜に44歳で死去。
- Mr.バニー（元UMKディレクター、ローカルタレント） - 『さんさんサタデー』時代から出演。
- 南出雅之（当時UMKアナウンサー、現在は定年の為一度退職するもUMKの契約キャスター、リポーターとして再雇用され活躍中） - Mr.バニーと隔週で出演。『さんさんサタデー』時代のメインMC。
- 首藤真吾（当時UMKアナウンサー）
- 荒尾茉紀（当時UMKアナウンサー）
- 児玉泰一郎（UMKアナウンサー）
- 久保雪

### 途中降板した司会者とリポーター
- 高橋巨典（元UMKアナウンサー） - 初代男性司会で、番組開始から2007年3月まで務めた。司会でありながら様々なリポートを行った。
- 枦山珠代（元UMKアナウンサー） - 初代女性司会で1999年頃まで務めた。上記「もっかんじん」の取材で30軒以上を訪れ、酒を飲みすぎて病院に運ばれたことがある。その様子が各局のNG大賞に出され、話題になった（女性が参加する場合、15軒 - 25軒ぐらいが普通である）。
- 鶴衛真理（元UMKアナウンサー） - 2代目女性司会で2007年3月まで務めた。2005年7月から2006年3月までの間産休を取っていた。
- ロッキー田口 - 宮崎市佐土原町（旧：宮崎郡佐土原町）で飲食店を経営している。『さんさんサタデー』時代から出演。2006年8月5日放送の「バーベキュー料理対決」の審査員として久しぶりに出演した。その後メディア出演はしていなかったが、2025年8月6日の宮崎放送の『Check!』に包丁研師として出演し、包丁の研ぎ方を伝授した。田口幸弘さん。現在、ロッキー田口と名乗っているかは分からない。本名は田口泰久？
- 佐々木裕子（元UMKアナウンサー） - 放送開始当初のメンバー。
- 鶴田麻貴子（元UMKアナウンサー） - 1999年から2001年頃まで出演。
- 横山美和（元UMKアナウンサー） - 2003年から2007年まで出演。
- 政次夏希（元UMKアナウンサー） - 中京テレビへの移籍後、2005年6月放送の回で約2年ぶりにゲストとして出演した。
- ジェイミー・ハバード - 国際交流員時代に番組の取材に応じたのがきっかけでレギュラー出演するようになった。
- 遠目塚文美 - もともと一般人だったが、えびの市の伝統行事である「もっかんじん」のリポートに出ていたのがきっかけで出演するようになった。2005年7月から2006年3月までの間鶴衛真理が産休したため、その間代理司会を務めた。降板後宮崎サンシャインエフエムでパーソナリティーを務めていた。現在は地元のえびの市議会議員
- 赤間瞳（元UMKアナウンサー） - 3代目女性司会でリポーターも兼任。
- 高柳美枝子（元UMKアナウンサー） - 戸澤愛と隔週交代で出演していた。
- 戸澤愛（元UMKアナウンサー）
- 小西麻衣子（元UMKアナウンサー） - 4代目女性司会でリポーターも兼任。
- 池田かなこ
- 竹田孝宏（一般公募）
- 森山史己枝（一般公募）
- 江藤友光子 - 現在は八丈島でカフェの店長をしている。2025年2月18日放送の『火曜ゴールデン よかばん!!』の「こんなところに宮崎人」で取材されて久し振りにテレビ宮崎の番組に出演した。

## 主な著名人ゲスト
- 舘ひろし - 『西部警察 SPECIAL』のPRのために出演。
- 笠井信輔（当時フジテレビアナウンサー） - 『愛と青春の宝塚』のPRのために出演。
- 東国原英夫 - 知事就任以前から出演していたが、就任後、最初の情報番組出演である[1]。
- 萩本欽一 - 茨城ゴールデンゴールズのキャンプ地（日向市）からの中継で出演。
- 川原浩史 - なんでんかんでんフーズ取締役社長。
- 戸高秀樹 - 元プロボクサー。
- 川越達也 - タツヤ・カワゴエ代官山オーナーシェフ。
- 神戸蘭子 - モデル、タレント。

## 主なコーナー
突撃！挑戦リポート
リポーターが県内の行事に参加する。
食王（読みはしょっきんぐ、あるいはしょくきんぐ）
県内のおいしい料理屋を紹介する。以前は柳田哲志が担当。
みやざきふるさとロッ街道!!
佐々木六華がカメラを片手に県内各地を回り、そこに住む人達とふれあう。
チアジャガールズ
宮崎県内、県外で活躍している宮崎県民を女性リポーターが応援するコーナー。
ジェームスが征く!!
ジェームス・ブラウンの真似をしたs@koが、宮崎の面白い人や物をリポートする。
バニーの燃えろ！ドラコン
Mr.バニーが担当。3人のゴルフプレイヤーがドラコン勝負をしてチャンピオンを決める。チャンピオンは次週への参加権を持ち、1週勝ち抜くごとに豪華商品が、5週勝ち抜くと10万円分の旅行券が貰える。このコーナーはUMKカントリークラブで行われていた。
得jaga
WASHハウスのお天気

## 備考
- 番組は毎週、宮崎県の様々な有名人をご意見番ゲストに迎えていて、時折宮崎出身の芸能人も出演していたが、その中でもそのまんま東が多くゲスト出演している。
- 以前、テーマ曲に大滝詠一の「1969年のドラッグレース」が使われていた時期がある。
- 年末年始特番時を除き番組が休止になることは少なかった。2010年6月26日は2010 FIFAワールドカップ・ポルトガル×フランス戦のため、2時間繰り下げの14:00 - 14:55に放送された。また2011年3月12日は、前日に発生した東日本大震災関連の報道特番のため番組自体が臨時休止となった。

## 不祥事
2008年6月14日、高千穂町の尻相撲大会の中継をしていた柳田哲志アナウンサーが生中継中に女尻相撲に参加させられ、落ちる際に空中で前転して頭から水田に落ちて動かなくなった。リポート終了後に頸椎骨折や脊髄損傷で重傷を負っていたことが明らかとなり、一時全身麻痺の状態に陥った。2010年8月2日付の柳田のブログ記事にて、自助具を用いたパソコン操作や髭剃りの訓練を行っていることが明らかにされている。
柳田はその後、2012年4月7日放送開始の『NOON TV マッポス』においてレギュラー復帰を果たした。
この事故以降、事態を重く見たのか体を張るロケは蜂の巣取り等の大怪我にならない様な軽度の物に限定して行われる。